# Малые Ланки
Малые Ланки (укр. Малі Ланки) — село в Бобрской городской общине Львовского района Львовской области Украины.
Население по переписи 2001 года составляло 575 человек. Занимает площадь 1,23 км². Почтовый индекс — 81221. Телефонный код — 3263.